# Calophasia producta
Calophasia producta är en fjärilsart som beskrevs av Lederer 1857. Calophasia producta ingår i släktet Calophasia och familjen nattflyn. Inga underarter finns listade i Catalogue of Life.